# クラレンセ島
クラレンセ島(Isla Clarence)は、チリのマガジャネス・イ・デ・ラ・アンタルティカ・チレーナ州マガジャネス県プンタ・アレーナスに属する島。ティエラ・デル・フエゴの一部であり、ブルンスウィック半島の南に位置する。面積は 1,111 km2である。
北はマゼラン海峡に面し、東にはアラセナ島、南はコックバーン海峡、西はBárbara海峡を隔ててサンタ・イネス島がある。